# Marguerite Brandon-Salvador
Élisabeth Ashton Noëmie Marguerite Salvador, dite Marguerite Brandon-Salvador, née le 25 mai 1846 à Neuilly-sur-Seine et morte à Ballan-Miré le 27 août 1925, est une haute personnalité du judaïsme : femme de lettres, philanthrope et militant pour l'égalité des sexes dans l'organisation du culte, elle fut l'une des fondatrices en 1907 de l'Union libérale israélite de France. Elle est la première femme en France (avec Clarisse Eugène Simon) à être vice-présidente d'une synagogue. Elle mène une action caritative importante basée sur sa propriété de La Commanderie à Ballan-Miré.

## Biographie

### Famille
Marguerite Salvador est née le 25 mai 1846 à Neuilly-sur-Seine, au château de Madrid, résidence d’été de ses parents, qui résident habituellement à Paris. Avec sa sœur cadette Gabrielle Salvador, Elisabeth Ashton Noëmie Marguerite est issue d'une double lignée de notables et d’érudits juifs, portugaise par son père, Daniel Lévy (dit Gabriel) Salvador, et du Comtat Venaissin par sa mère, Séphora Adamine Crémieux. Son père, polytechnicien, est l'un des premiers juifs français à faire une carrière militaire en devenant colonel d’artillerie ; durant sa retraite, il écrit la biographie son oncle philosophe et historien, Joseph Salvador. Sa mère est apparentée à l’avocat Isaac Adolphe Crémieux, sénateur et ministre de la Justice, qui sera l’un des témoins au mariage de sa sœur Gabrielle.
Marguerite Salvador épouse le 21 août 1866 Benjamin Jules Brandon, capitaine d’artillerie ayant fait la campagne de 1870, prisonnier de guerre à Sedan, et tué le 23 mai 1871 sous la mitraille de La Commune lors de l’entrée dans Paris des troupes versaillaises. Le couple n'a pas eu d'enfants.

### Responsabilités et actions

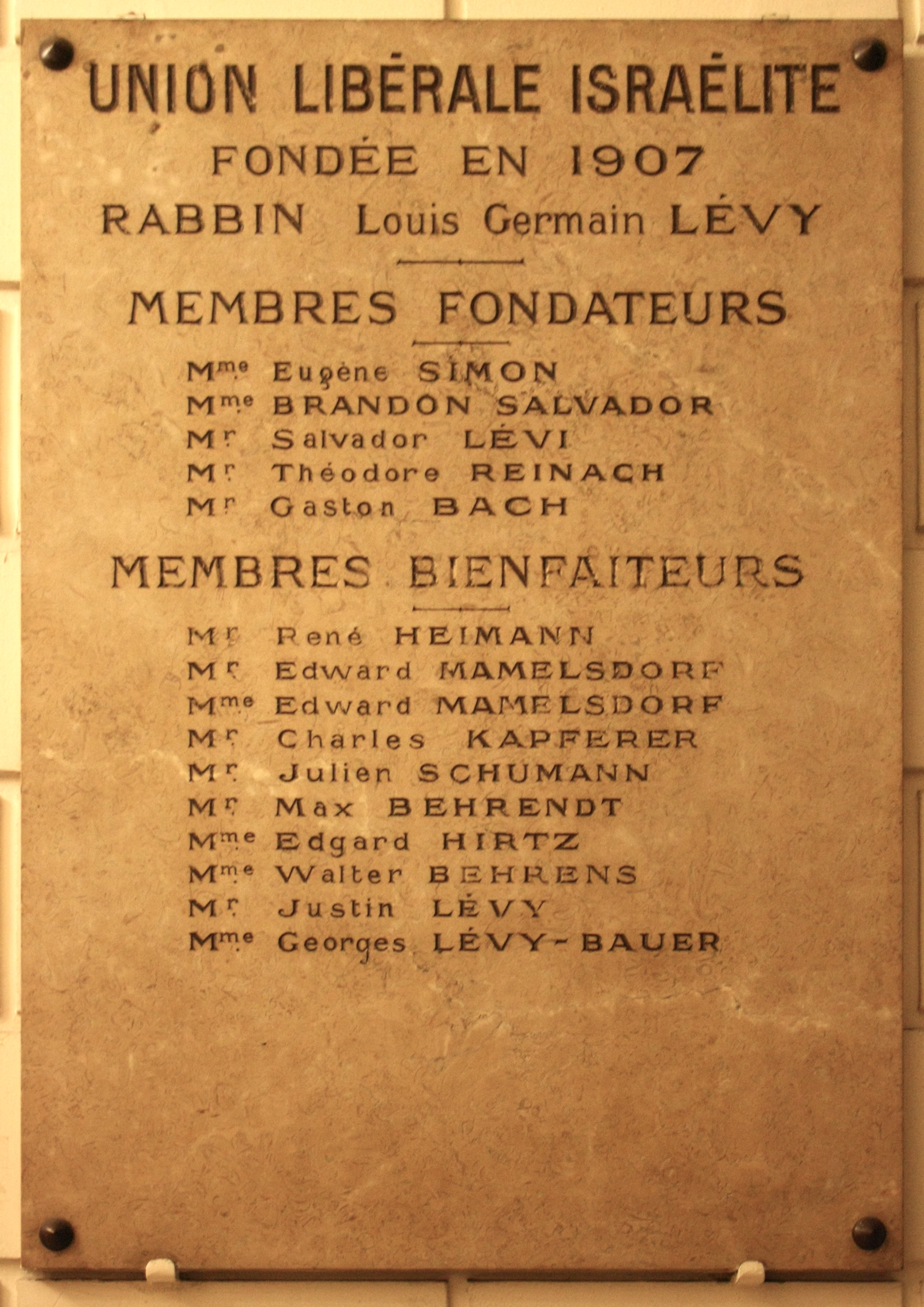
Liste des fondateurs de l’union libérale israélite de France

Le 4 décembre 1907, elle cofonde l'Union libérale israélite avec le rabbin Louis Germain Lévy comme officiant, qui siège dans la synagogue de la rue Copernic à Paris. Elle devient vice-présidente du Comité de l’Union libérale israélite en 1910.
Pendant la Première Guerre mondiale, elle dirige une annexe de l’hôpital auxiliaire de la Bretèche à Tours, le consacrant au service des blessés.
Déléguée cantonale à Ballan-Miré en 1922, nommée la même année officier de l’instruction publique et Journal officiel de la République française. Lois et décrets, du 24 janvier 1922, page 1052
Elle partage avec sa sœur Gabrielle Alphen-Salvador (1856-1920) une philanthropie et des convictions féministes.

## Publications
Elle a publié plusieurs ouvrages, dont :
- À travers les moissons, Paris, F. Alcan, 1903[10].
- Causeries du jeudi de École professionnelle d'assistance aux malades, avant-propos de madame Brandon-Salvador ; préface de madame Mary Duclaux, 1903.
- Manuel de bonne vie, Charles Wagner, avec Marguerite Brandon-Salvador comme Éditeur scientifique, Paris, Librairie Fischbacher, 1905[11].
- L'Enfant des cités-jardins, de Georges Benoit-Lévy avec Marguerite Brandon-Salvador (préface).

## Prix et distinctions
- Médaille du mérite agricole (cf. 1M462)

### Articles
- Catherine Poujol, « Pour une spiritualité juive moderne : l'Union libérale israélite et ses fondatrices, Marguerite Brandon Salvador et Clarisse Eugène Simon », dans Archives juives, PUF, 2009, 2009/1 (vol. 42), p. 69-83[4].
- Stephen Berkowitz, « Progressive judaisme in France », in European judaisme : a journal for a new Europe, vol.49, no 1, spring 2016, Berghahn Books[12]
- « Madame Brandon Salvador », dans L'Univers israélite, 18 septembre 1925, p. 644-646, Paris, L'Univers israélite. [nécrologie][13]
- « Hospitalité Brandon-Salvador », dans L'Action féminine : bulletin officiel du Conseil national des femmes françaises, mars 1917, p. 213. [sur l’hôpital pendant la guerre)[14]

### Ouvrages
- Ariane Bendavid, Stephen Berkowitz, Daniel Farhi, Laura Hobson-Faure, Colette Kessler, Rabbin David Meyer, Catherine Poujol, Perrine Simon-Nahum et Isabelle Williams, L’Union Libérale Israélite de France 100 ans d’histoire (s), Paris, ULIF, 2007
- Ariane Bendavid, Dominique Bourel, Béatrice Philippe, Perrine Simon-Nahum, Catherine Poujol, Stephen Berkowitz, Laura Hobson Faure, Pauline Bebe, Michael Williams, Colette Kessler, André Zaoui et Daniel Amson (préf. Alexandre Adler), Modernité d’une tradition 1907-2007 Cent ans d’histoire, Paris, Union libérale israélite de France, 2007, 152 p.